# Soreike! Zukkoke Sanningumi
Soreike! Zukkoke Sanningumi (それいけ！ズッコケ三人組?) è un anime in 26 episodi prodotto nel 2004 dalla Nippon Animation. L'anime è basato sui romanzi per ragazzi della serie "Zukkoke Sannin Gumi" di Nasu Masamoto.

## Episodi
| Nº | Giapponese 「Kanji」 - Rōmaji                                                | In onda           | In onda |
| Nº | Giapponese 「Kanji」 - Rōmaji                                                | Giapponese        |         |
| 1  | 「ズッコケ三人組 出動！！」 - zukkoke sanningumi shutsudō!!                  | 4 aprile 2004     |         |
| 2  | 「ズッコケ花の児童会長」 - zukkoke hana no jidōkaichō                        | 11 aprile 2004    |         |
| 3  | 「ズッコケ心霊学入門」 - zukkoke shinrei gaku nyūmon                         | 18 aprile 2004    |         |
| 4  | 「ズッコケ夢のゴールデンクイズ」 - zukkoke yume no gorudenkuizu              | 25 aprile 2004    |         |
| 5  | 「ズッコケ時間漂流記」 - zukkoke jikan hyōryūki                              | 2 maggio 2004     |         |
| 6  | 「ズッコケ推理教室」 - zukkoke suiri kyōshitsu                               | 9 maggio 2004     |         |
| 7  | 「ズッコケ文化祭事件」 - zukkoke bunkasai jiken                              | 16 maggio 2004    |         |
| 8  | 「ズッコケ宇宙大作戦」 - zukkoke uchū daisakusen                             | 23 maggio 2004    |         |
| 9  | 「ズッコケ学校の怪談」 - zukkoke gakkō no kaidan                             | 30 maggio 2004    |         |
| 10 | 「ズッコケ三人組対怪盗Ｘ」 - zukkoke sanningumi tsui kaitō X                 | 6 giugno 2004     |         |
| 11 | 「ズッコケお菓子戦争」 - zukkoke o kashi sensō                               | 13 giugno 2004    |         |
| 12 | 「ズッコケダイエット講座」 - zukkoke daietto kōza                            | 20 giugno 2004    |         |
| 13 | 「ズッコケ大追跡！怪盗Ｘを追え！！」 - zukkoke daitsuiseki! kaitō X wo oe!!  | 27 giugno 2004    |         |
| 14 | 「ズッコケ地底王国」 - zukkoke chitei ōkoku                                  | 4 luglio 2004     |         |
| 15 | 「ズッコケ妖怪大図鑑」 - zukkoke yōkai daizukan                              | 11 luglio 2004    |         |
| 16 | 「ズッコケ三人組ハワイへ行く」 - zukkoke sanningumi hawai he iku             | 18 luglio 2004    |         |
| 17 | 「ズッコケ忍者軍団」 - zukkoke ninja gundan                                  | 25 luglio 2004    |         |
| 18 | 「ズッコケ財宝調査隊」 - zukkoke zaihō chōsatai                              | 1º agosto 2004    |         |
| 19 | 「ズッコケ恐怖体験」 - zukkoke kyōfu taiken                                  | 8 agosto 2004     |         |
| 20 | 「ズッコケ発明狂時代」 - zukkoke hatsumei kyō jidai                          | 15 agosto 2004    |         |
| 21 | 「ズッコケ結婚相談所」 - zukkoke kekkonsōdanjo                               | 29 agosto 2004    |         |
| 22 | 「ズッコケ探検隊 あやうし！！」 - zukkoke tankentai ayaushi!!                | 5 settembre 2004  |         |
| 23 | 「ズッコケ バック・トゥ・ザ・フューチャー」 - zukkoke bakku. tō. za. fuyucha | 12 settembre 2004 |         |
| 24 | 「ズッコケ怪盗Ｘの大逆襲」 - zukkoke kaitō X no dai gyakushū                 | 19 settembre 2004 |         |
| 25 | 「ズッコケ未来報告」 - zukkoke mirai hōkoku                                  | 26 settembre 2004 |         |
| 26 | 「ズッコケ芸能界情報」 - zukkoke geinōkai jōhō                               | 3 ottobre 2004    |         |